# Žďár nad Sázavou
Žďár nad Sázavou (in tedesco Saar) è una città della Repubblica Ceca capoluogo del distretto di Žďár nad Sázavou, nella regione di Vysočina. È situata presso il confine tra Boemia e Moravia.

## Monumenti e luoghi d'interesse
Vi si trovano molte opere dell'architetto Jan Santini-Aichl: la cappella dedicata a san Giovanni Nepomuceno, il cimitero, la prelatura del monastero di Žďár nad Sázavou, un lago artificiale, una taverna e un cascinale.
Il santuario di San Giovanni Nepomuceno con il cimitero sul Monte Verde (Zelená hora) è stato iscritto nella lista del patrimonio culturale e naturale dell'umanità dell'UNESCO.

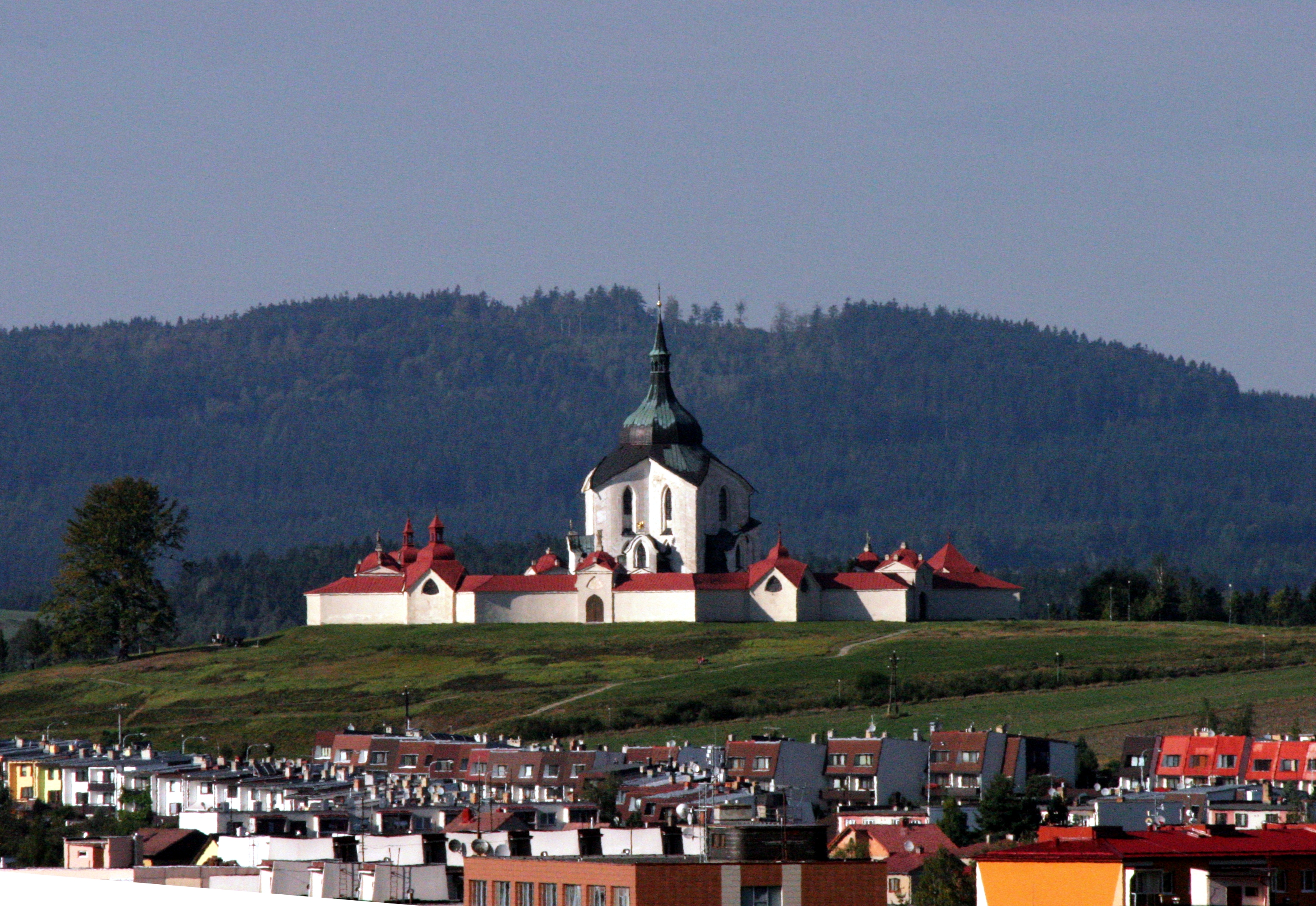
La Zelená hora, con il santuario circondato dal cimitero
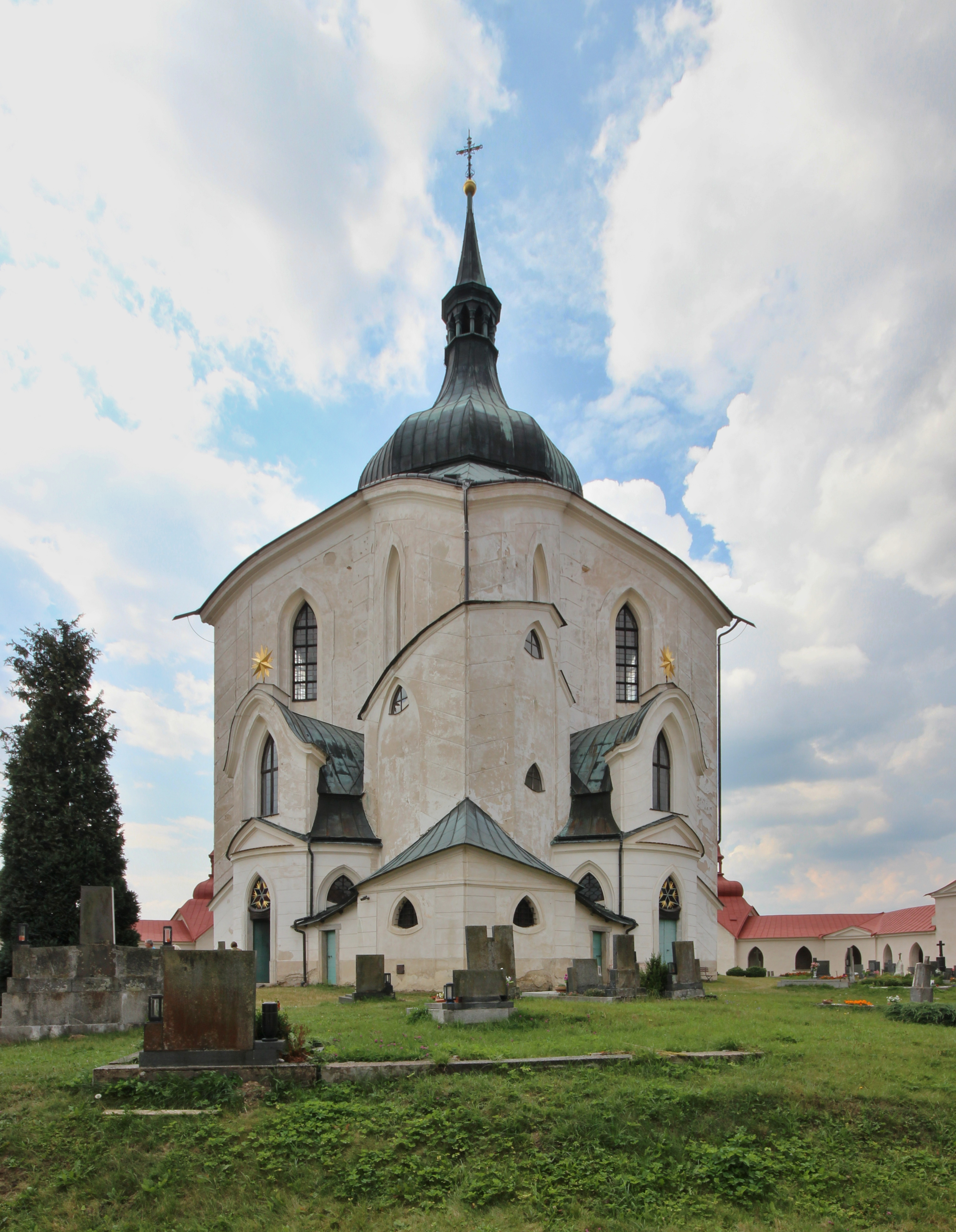
Il santuario di San Giovanni Nepomuceno
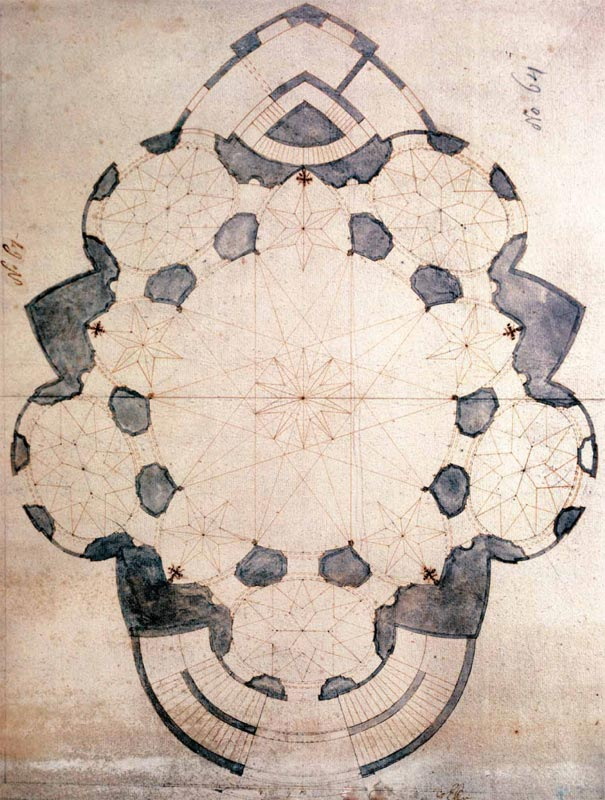
Pianta del santuario
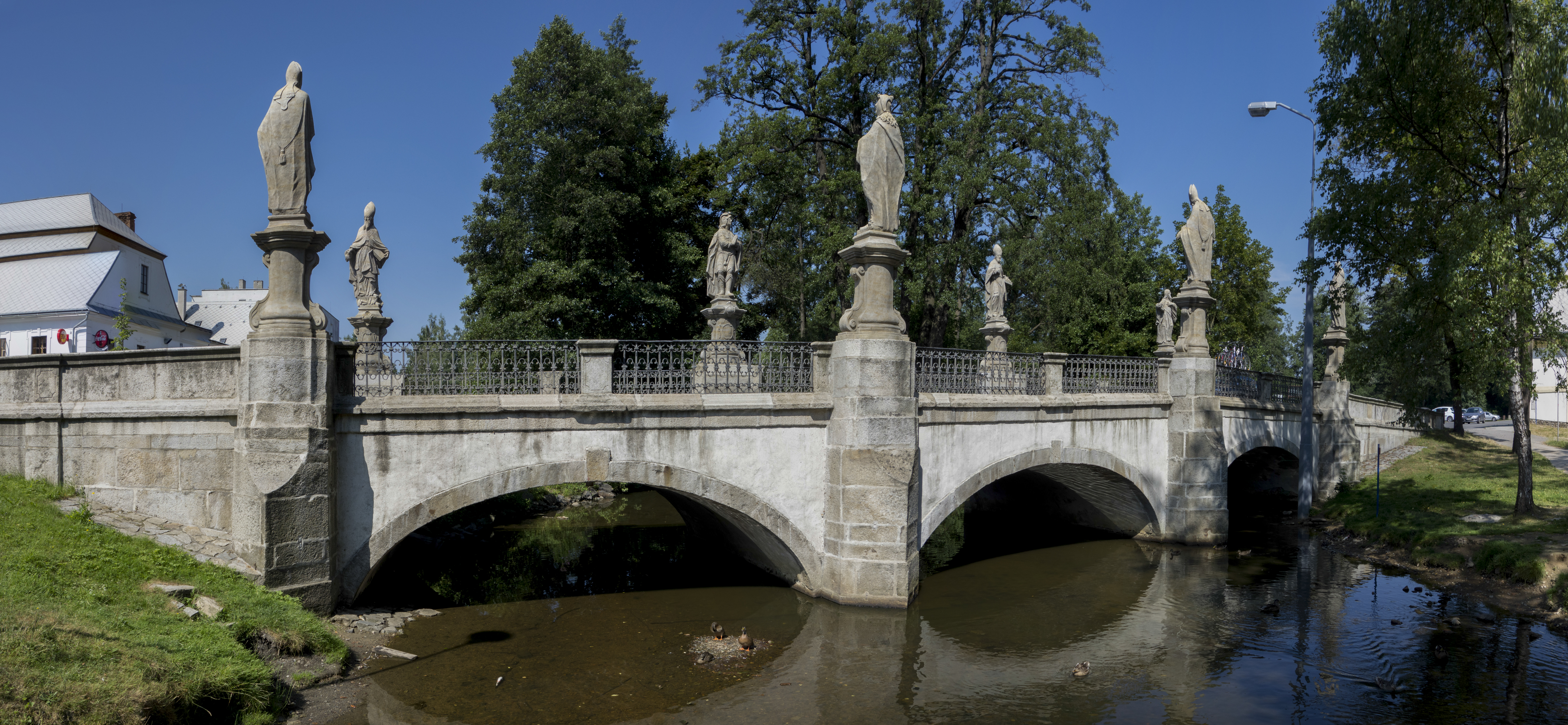
Il ponte barocco
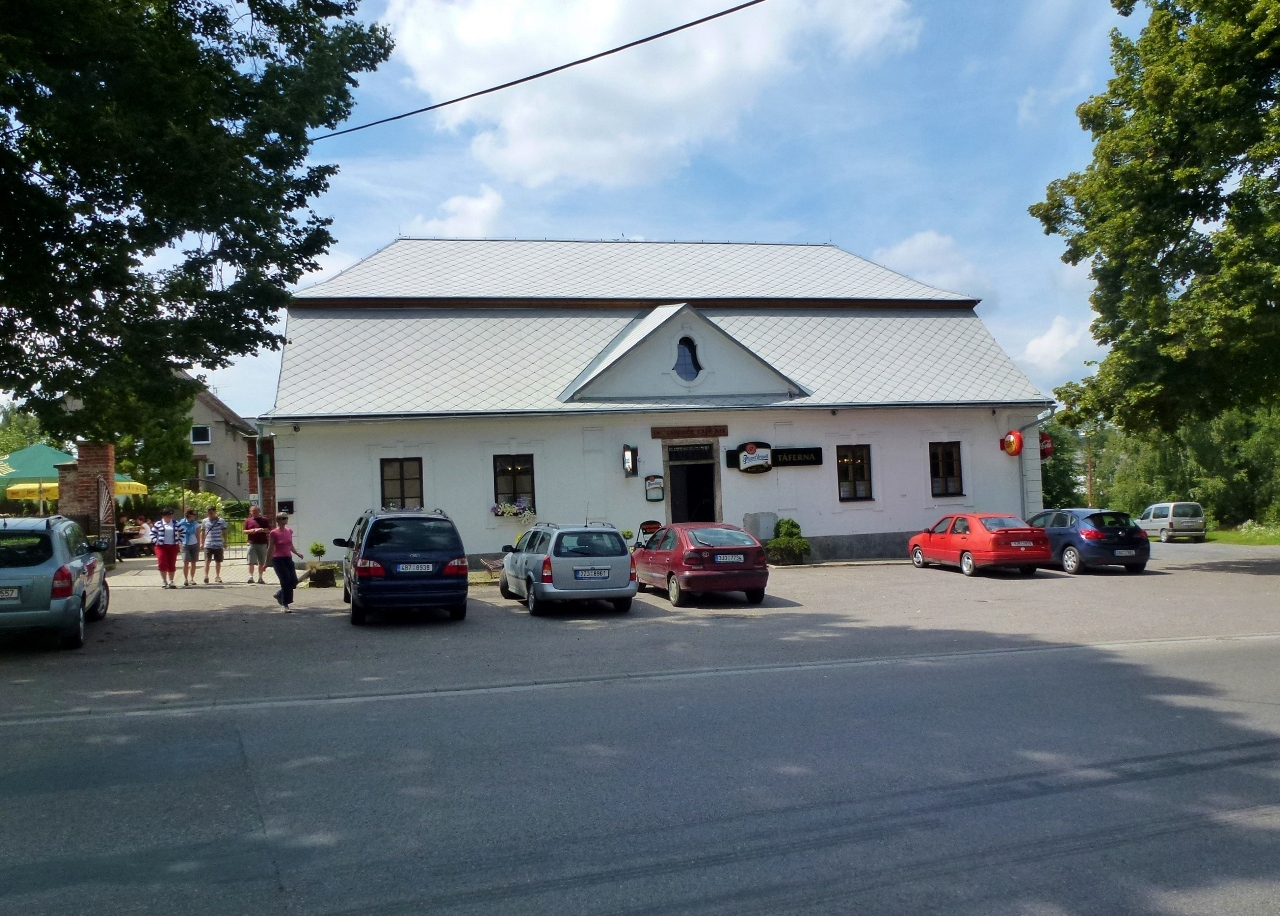
La taverna del monastero
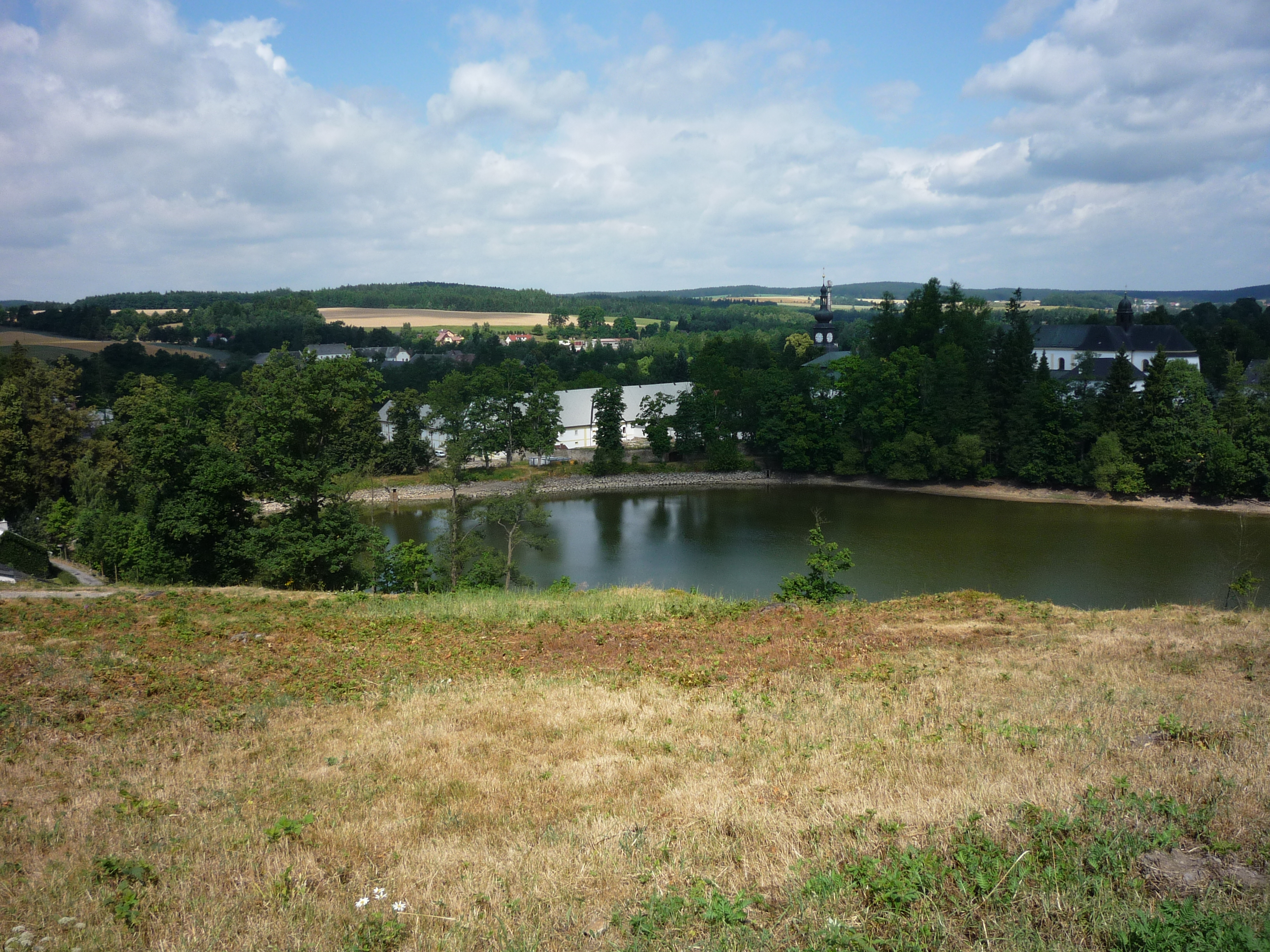
Il laghetto artificiale nel parco

## Amministrazione

### Gemellaggi
- Schmölln
- Cairanne
- Flobecq